# Reinwardtoena
Reinwardtoena is een geslacht van vogels uit de familie van de duiven (Columbidae). De wetenschappelijke naam van het geslacht is voor het eerst geldig gepubliceerd in 1854 door Charles Lucien Bonaparte. De naam is een eerbetoon aan Caspar Georg Carl Reinwardt (1773 - 1854) die hoogleraar chemie, natuurlijke historie en botanie aan de Universiteit van Harderwijk was en de stichter is van 
's Lands Plantentuin te Buitenzorg in Bogor  op Java.

## Soorten
De volgende soorten zijn bij het geslacht ingedeeld:
- Reinwardtoena browni – Browns langstaartduif
- Reinwardtoena crassirostris – Gekuifde langstaartduif
- Reinwardtoena reinwardti – Reinwardts langstaartduif